# Dominik Teleki von Szék

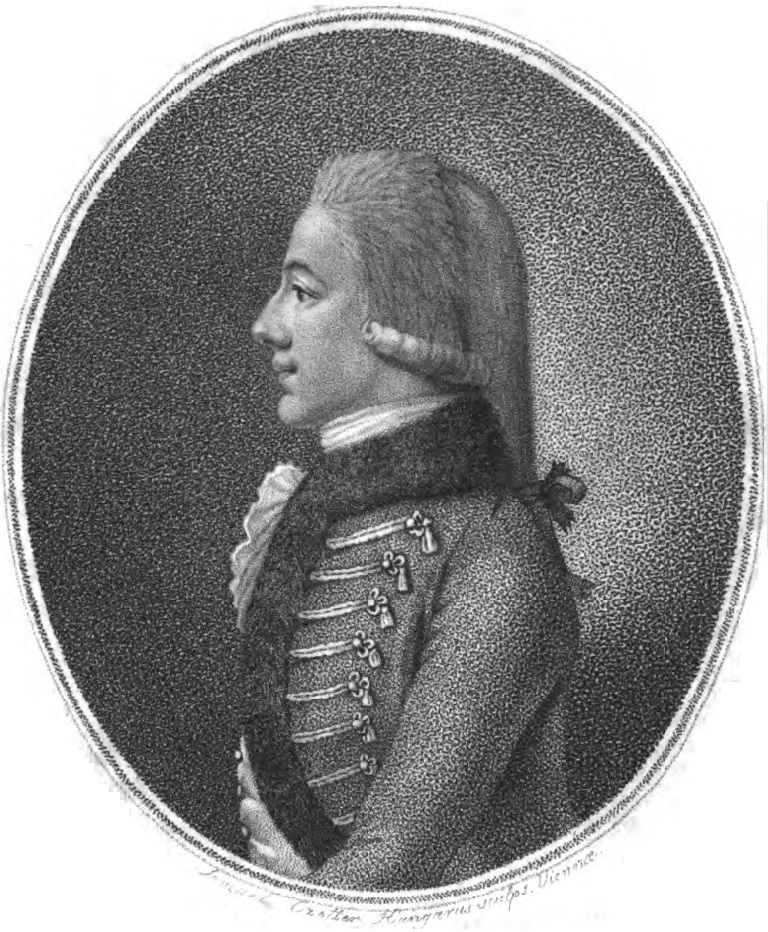
Dominik Graf Teleki von Szék
(Kupferstich von 1805)

Graf Dominik Teleki von Szék (* 5. September 1773 in Sáromberke bei Marosvásárhely in Siebenbürgen, Königreich Ungarn; † 16. September 1798) war ein ungarischer Adeliger, Jurist und Reiseschriftsteller.

## Leben
Dominik Graf Teliki von Szék war der Sohn von Samuel Graf Teleki de Szék (1739–1822) und Susanna Bethlen von Iktár († 1797). Seine Geschwister waren Maria Szeki Grof Teleki († 1801) und Ferenc Graf Teleki de Szék (1787–1861). Die Teleki waren ein altes ungarisches Adelsgeschlecht protestantischer Konfession.
Mit sechs Jahren wurde er von seinem Hauslehrer Martin Liptay unterrichtet. Mit acht Jahren kam er auf das Reformierte Kollegium Maros-Vásárhely um ihn mit anderen Kindern in Kontakt zu bringen. Er stand dort aber weiterhin unter Aufsicht seines Hauslehrers. Zwei Jahre später, als der Vater nach Wien versetzt wurde und die Familie umzog, wurde er wieder von einem Hauslehrer unterrichtet, dem Professor der Philosophie zu Enyed, Michael Berke. Ab 1788 besuchte er die Universität Wien. 1791 wurde er von seinem Vater nach Pesth geschickt, um dort Recht zu studieren. Anschließend arbeitete er als Notar.
Aus gesundheitlichen Gründen gab er dieses Amt auf und unter Begleitung eines Arztes unternahm er durch das damalige Ungarn Reisen, die seiner Erholung dienen sollten. 1796 hielt er sich in Karlsbad auf und unternahm von dort Reisen nach Sachsen. Er wurde in die Ökonomische Gesellschaft Leipzig und in die Naturforschende Gesellschaft Jena als Mitglied aufgenommen. 1797 veröffentlichte er einen Reisebericht „Vaterländische Reisen“ in dem er Oberungarn, Siebenbürgen, Slavonien, Kroatien und die ungarische Küstenregion beschrieb.
Nach drei Jahren Reisetätigkeit ging er zurück nach Siebenbürgen, wo er als k. k. Kämmerer und außerordentlicher Assessor am Gericht in Maros-Vásárhely arbeitete. Nach dem Tod seiner Mutter verfiel er gesundheitlich immer mehr. Elf Monate später starb er.

## Werke
- Dominik Teleki (Graf): Reisen durch Ungarn und einige angränzende Länder. Beschrieben vom Reichsgrafen Dominik Teliki von Szék. Konrad Adolf Hartleben, Pesth 1805, S. 9–18 (288 S., eingeschränkte Vorschau in der Google-Buchsuche [abgerufen am 29. Oktober 2014]).